# 오상진 (목사)
오상진(吳相珍, 1934년 9월 20일~2023년 8월 3일)은 대한민국의 목회자이자 교육가이다. 1934년 경북 의성에서 출생한 그는 총신대학교 전신인 총회신학원에 재학 중이던 1960년 부산 가야제일교회를 개척하여 이 교회에서 약 44년간 목회 활동을 하고 2004년 은퇴했다. 오 목사는 예장합동 중부산 노회장을 두 차례 역임했으며 부산 성경전문학교교장, 부산기독교협의회 대표회장, 부산기독시민운동협의회 대표회장, 영남가나안농군학교 이사장 등을 지냈다. 그의 아내 최명선 사모(2021년 9월 소천)와 아들로는 숭실대학교 이사장이며 사랑의 교회 담임인 오정현 목사, 대한예수교장로회(합동) 총회장을 역임한 대전 새로남교회 오정호 목사, 오정일 집사, 아론 글로벌 대표인 오정혁 집사가 있다.

## 생애
오상진 목사는 1934년 9월 20일 경북 의성에서 아버지 오계선 영수와 어머니 백일순 권사사이에 출생하였다. 그의 부친은 삶과 목회의 강력한 기도의 후원자였다. 다인초등학교, 안계중학교, 경안고등학교, 총신대학교 신학원(57회)졸업했으며, 부산노회에서 안수받았다. 이후 LA 국제성서대학에서 목회학 박사를 받았다.
1960년 부산 가야제일교회를 개척하셔서 44년을 섬기시고 2004년 원로목사로 추대되었다. 목회기간중 부산 혜광고등학교 교목실장을 7년간 하였고, 그 이후 중부산노회장 2회역임, 부산 성경전문학교 교장. 부산 기독교 총연합회 회장, 부산 기독교 시민운동 대표회장, 영남 가나안농군학교 이사장을 역임하였다.
그는 자신의 아들들 이전에 하나님의 아들들이고, 자신의 자녀이기 이전에 하나님의 자녀임을 강조했다고 오정호 목사는 말하였다. 두 아들을 비롯해 일생 20명이 넘는 목회자를 길러낸 오 원로목사는 ‘하나님 중심, 말씀 중심, 교회 중심’ 사역을 해왔다. 1963년 1월 1일에 만든 가훈이 유명하다. 오 원로목사는 로마서 14:7~8, 빌립보서 4:13, 에베소서 5:18, 베드로전서 4:11 등 성경말씀에 근거하여‘하나님께 영광 돌리는 삶’ ‘자기 일에 최선을 다하는 삶’ ‘이웃을 사랑하여 덕을 세우는 삶’ ‘범사에 감사하는 삶’ ‘오직 성령 충만하여 범사에 승리하는 삶’을 가훈으로 정하고 양복 주머니 안에 넣고 다녔다고 한다.

## 오상진 목사의 가훈
오상진 목사는 양복 안주머니에 ‘가훈’을 넣고 다닌다. 주후 1963년 1월 1일 만든 가훈은 오 목사 가정의 신앙 원리가 담겨있다.
일. 하나님께 영광 돌리는 삶.
이. 자신의 일에 최선을 다하는 삶.
삼. 이웃을 사랑하여 덕을 세우는 삶.
사. 범사에 감사하는 삶.
오. 오직 성령 충만하여 범사에 승리하는 삶.

## 오정호 목사
둘째 아들인 새로남교회 오정호 목사는 자신의 아버지는 늘 ‘자녀는 내 것이 아니기 때문에 주님과 교회에 내놓는다’라는 성경적 의미가 이 가훈에 담겨 있다고 하며, 이것이 신앙의 계승이자 그의 가정이 갖고 있는 믿음의 가치라고 한다.‘자식을 내놓는다’라는 아버지의 신앙고백은 고스란히 자녀들에게 전수됐다고 한다. 오정호 목사는 ‘자식은 내 것이 아니라 하나님의 것’이라는 믿음이 오늘의 자신을 만든 것이라고 고백한다. 그는 네 아들을 독실한 기독교 신자로 키웠으며 어린 시절부터 애국애족을 강조하는 교육을 한 것으로 알려져 있다. 오정호 목사는 2023년 8월 4일 연합뉴스와 한 통화에서 "어린 시절 부산 남구 대연동에 있는 유엔군 묘지에 데려가서 '한국전쟁 때 외국에서 온 젊은이들이 우리의 자유를 위해 힘썼다. 우리가 누리는 자유와 평화는 거저 주어진 것이 아니다'는 얘기를 들려주셨다"고 부친에 얽힌 기억을 떠올렸다.

## 목회와 설교
총신대학교 박성규 총장에 의하면 오상진 목사는 헌신적인 목회철학을 통하여 수많은 젋은이들을 도와주는 희생적이며 모범적인 목회자였다고 한다. 그의 설교는성경과 칼빈신학에 근거한 설교의 특징을 갖는다고 한다.

## 같이 보기
- 오정현
- 새로남교회
- 한국의 목회자 목록